# Verneuil-Grand
Verneuil-Grand är en kommun i departementet Meuse i regionen Grand Est (tidigare regionen Lorraine) i nordöstra Frankrike. Kommunen ligger i kantonen Montmédy som tillhör arrondissementet Verdun. År 2022 hade Verneuil-Grand 204 invånare.

## Befolkningsutveckling
Antalet invånare i kommunen Verneuil-Grand
| Referens: INSEE |